# 스타더스트 메모리스
스타더스트 메모리스(Stardust Memories)는 미국에서 제작된 우디 앨런 감독의 1980년 코미디, 드라마 영화이다. 우디 앨런 등이 주연으로 출연하였고 로버트 그랜헛 등이 제작에 참여하였다.

## 줄거리
샌디 베이츠는 코미디 영화 감독이다. 그의 최신 영화는 샌디가 연기하는 등장인물이 기괴하고 불행한 인물들에 둘러싸인 기차 칸에 갇히는 초현실적인 장면으로 끝난다. 등장인물은 기차 창밖을 내다보며 아름답고 행복한 사람들로 가득 찬 다른 기차를 본다. 자신이 잘못된 기차를 탔다고 확신한 그는 기차가 속도를 내기 전에 내리려고 하지만 실패한다. 다음 장면에서 기차의 모든 등장인물은 거대한 쓰레기 더미를 정처 없이 배회한다. 샌디의 등장인물은 다른 기차의 승객들도 쓰레기 더미에 도착했음을 알게 된다. 샌디의 영화를 본 스튜디오 경영진은 영화가 상업성이 없고 우울하다고 불평한다. 이 소식이 샌디에게 전해지자 그는 더 이상 얕은 코미디 영화를 만들고 싶지 않다고 주장하는데, 이는 더 이상 자신에게 솔직하게 느껴지지 않기 때문이다.
샌디의 매니저들은 그에게 저지 쇼어의 스타더스트 호텔에서 열리는 주말 간 영화 회고전에 참석할 예정이라고 상기시킨다. 그는 꺼리지만 참석하기로 동의한다. 주말 내내 샌디는 정신 건강 문제가 있던 옛 연인 도리(Dorrie)의 기억에 사로잡힌다. 그는 자신의 영화 세트장에서 도리를 처음 만난 순간, 그들의 관계가 꽃피웠던 때, 그리고 그녀의 불안감과 그의 바람기가 합쳐져 관계가 나빠졌던 때를 회상한다. 도리와의 마지막 만남은 정신병원에서 이루어지는데, 그녀는 우울증에 시달리며 약물 과다 복용 상태였다.
스타더스트 호텔에 도착한 샌디는 종종 기이하거나 코믹한 요청을 하는 팬들에게 둘러싸인다. 그는 자신의 영화 상영회에 참석한 후 질의응답 시간을 가진다. 첫 번째 세션 후, 그는 젊은 커플 잭(Jack)과 데이지(Daisy)에게 근처 클럽으로 초대받고 기꺼이 동의한다. 나이트클럽에서 샌디는 잭이 자리를 비운 틈을 타 데이지에게 공개적으로 추파를 던진다.
다음날, 샌디의 현재 연인 이소벨(Isobel), 두 아이의 기혼모가 그를 만나기 위해 호텔에 도착한다. 그녀는 남편과 헤어졌다고 말한다. 샌디는 이 소식에 양가적인 반응을 보이지만, 그들의 관계를 다음 단계로 발전시키는 것을 고려한다. 샌디는 또한 영화 스튜디오 경영진과도 만난다. 그들은 그의 영화의 결말을 다시 찍었으며, 등장인물들이 쓰레기 더미 대신 "재즈 천국"에 도착하는 것으로 변경했다. 샌디는 이 아이디어가 어리석다고 선언하며 받아들이기를 거부한다.
공중전화로 자신의 에이전트와 통화하던 중, 샌디는 데이지가 잭에 대한 자신의 성적인 양가감정에 대해 이야기하는 것을 우연히 듣는다. 나중에 샌디는 데이지와 단둘이 외출을 계획한다. 둘이 함께 있는 동안 샌디의 차가 고장 나서 그들은 걸어서 계속 가야 했다. 그들은 넓은 들판에 도착하여, 비행접시의 출현을 기다리는 지역 주민들의 모임을 만난다. 이 만남 동안 샌디는 현실감을 잃기 시작하며, 자신의 삶과 영화 속 다양한 인물들, 그리고 외계인 무리(코미디를 계속 만들라고 조언하는)를 상상하거나 환각을 본다. 그는 마침내 자신을 총으로 쏴 죽이는 정신병 환자 팬을 상상한다.
실제로 공황 발작으로 기절했던 샌디는 자신이 평생의 업적에 대해 사후 수상을 받는다고 환상에 빠진다. 그는 직접 상을 받고 청중에게 자신의 삶에서 진정으로 행복하고 충만함을 느꼈던 순간은 맨해튼 아파트의 화창한 아침, 도리와 함께 시간을 보내며 루이 암스트롱의 "스타더스트" 버전을 읽고 들었던 때였다고 말한다. 샌디가 실신에서 깨어나며 도리의 이름을 말하자, 그의 침대 옆에서 기다리던 이소벨은 화를 낸다. 그녀는 그와 헤어지려 하고, 이에 그는 회고전을 포기하고 그녀를 따라 그녀의 기차에 오른다. 그는 열정적으로 그녀에게 자신을 용서해달라고 설득하고, 기차가 출발하면서 그들은 키스한다.
이러한 사건들은 영화 자체에 등장하는 많은 인물들을 포함한 영화 관객들에 의해 관찰된다. 이 영화가 끝나자, 그들은 영화의 장점과 단점을 논하고, 영화를 만드는 과정에서의 경험을 공유한다. 관객들이 극장을 떠날 때, 샌디를 닮은 인물이 들어와 좌석에서 자신의 상징적인 선글라스를 집어 들고 나간다.

## 출연

### 주연
- 우디 앨런
- 샬롯 램플링
- 제시카 하퍼
- 마리 크리스틴 바롤트
- 토니 로버츠

### 조연
- 다니엘 스턴
- 에이미 라이트
- 헬렌 핸트
- 존 로스먼
- 앤 드 살보
- 조안 뉴맨
- 켄 채핀
- 레오나도 치미노
- 엘리 민츠
- 밥 마로프
- 데이빗 립먼
- J.E. 보케어
- 샤론 스톤
- 잭 롤린스
- 맥스 리빗
- 르니 리핀
- 솔 로미타
- 얼빙 메츠먼
- 로이 브록스미스
- 빅토리아 저신
- 빌 안소니
- 필로메나 스파그누올로
- 주디스 로버츠
- 베리 웨이스
- 샤론 브로스
- 마이클 자넬라
- 마이클 고린
- 닐 나폴리탄
- 스탠리 애커먼
- 노엘 벤
- 에드워드 S. 코트킨
- 로라 델라노
- 리사 프리드먼
- 브렌트 스피너
- 모리스 슈로그
- 폴라 라플로
- 조던 데륀
- 토니 아지토
- 칼 돈
- 버트 마이클스
- 데보라 존슨
- 벤자민 레이슨
- 찰스 로우
- 디미트리 바실로풀로스
- 실비아 데이비스
- 빅터 트루로
- 어윈 케이즈
- 보니 헬먼
- 패트릭 댈리
- 웨인 맥스웰
- 신시아 깁
- E. 브라이언 딘

## 제작진
- 미술: 멜 번
- 세트: 스티븐 J. 조던
- 의상: 산토 로쿼스토
- 배역: 줄리엣 테일러